# Dirck Jacobsz.

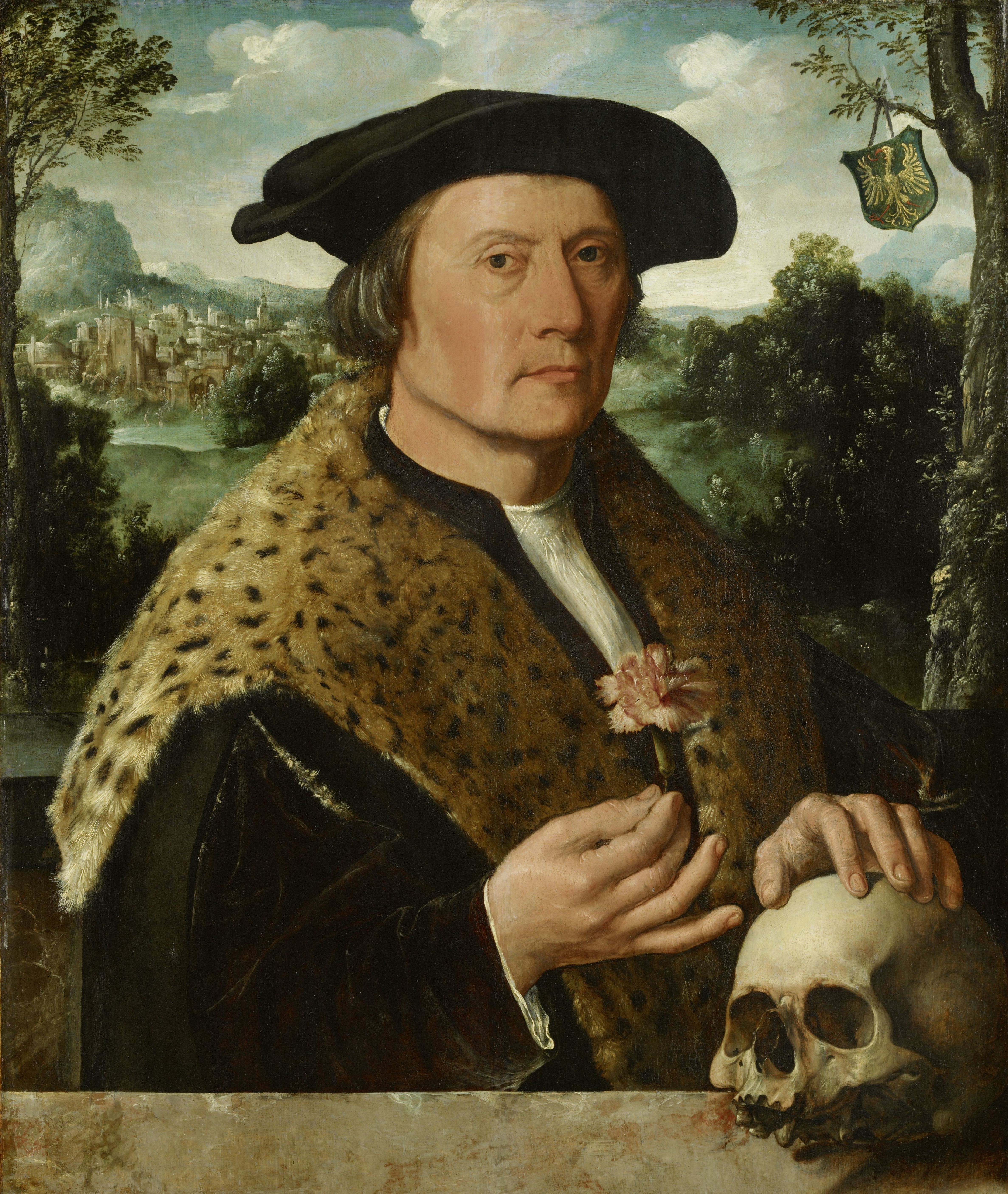
Retrato de Pompeius Occo, 1531, óleo sobre tabla, 66,5 x 55,1 cm, Ámsterdam, Rijksmuseum.

Dirck Jacobsz. (c 1497–1567) fue un pintor renacentista de los Países Bajos del norte, especializado en retratos.

## Biografía
Segundo hijo de Jacob Cornelisz. van Oostsanen y hermano del también pintor Cornelis Jacobsz., es probable que naciese en Ámsterdam y que iniciase su formación artística en el taller paterno. Hacia 1550 contrajo matrimonio con Marritgen Gerrets, con quien tuvo dos hijos: Maria Dircksdr. y Jacob Dircksz., quien también llegaría a ser pintor. Fue enterrado en la Oude kerk de Ámsterdam el 9 de septiembre de 1567.

## Obra
Tempranamente especializado en la pintura de retratos y en particular en los retratos de grupo de los que se conocen tres firmados, en el inventario de sus bienes hecho en 1570 se citan también seis pinturas de asunto religioso. El Tríptico de los arcabuceros, pintado para el Kloveniersdoelen, cuartel general de la guardia de los arcabuceros de Ámsterdam, es el más antiguo retrato colectivo de una compañía de la guardia cívica que se ha conservado. Reunidos los miembros de la guardia en dos hileras, es notable el esfuerzo del pintor por dotar de vida al conjunto e individualizar a cada uno de los personajes en él retratados por la distinta orientación de las cabezas y el movimiento de las manos, que parecen gesticular en animada conversación, si bien con las bocas cerradas y la mirada dirigida al espectador por haber sido retratados aisladamente cada uno de los arcabuceros. En su concepción y ejecución, la influencia paterna, de quien consta que pintó algún retrato de grupo no conservado, podría haberse completado con la de su condiscípulo Jan van Scorel, autor de varios retratos de esta naturaleza tanto en Ámsterdam como en Haarlem y Utrecht.

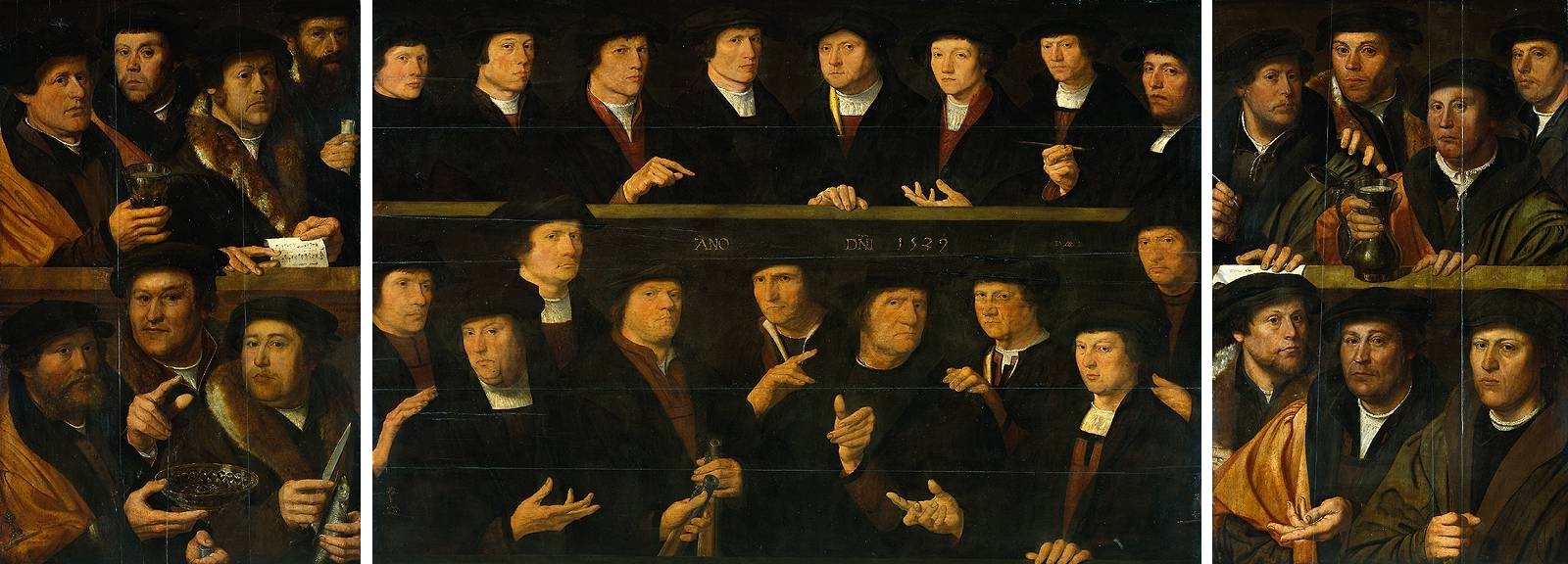
Tríptico de los arcabuceros de Ámsterdam, 1529, óleo sobre tabla, Ámsterdam, Rijksmuseum.

Entre los retratos individuales, alguno posiblemente pintado en colaboración con su padre, puede considerarse característico de su producción el de Pompeius Occo del Rijksmuseum de Ámsterdam, pintado hacia 1531, que estuvo atribuido a Jan van Scorel. Representante de los Fugger en Ámsterdam y personaje influyente de la vida cultural y religiosa de la ciudad, Pompeius Occo, cuyo nombre real era Poppius Ockezoon, aparece retratado de medio cuerpo tras una barandilla de mármol y ante un paisaje montañoso, con la diestra apoyada en una calavera y mostrando un clavel en la mano izquierda, símbolos de la fugacidad de la vida y de la esperanza en la vida eterna. Últimamente se le atribuye también el retrato de su padre Jacob Cornelisz. van Oostsanen pintando un retrato de su mujer, (Toledo Museum of Art), con un paisaje de fondo en el retrato de la madre cercano al que aparece en el retrato de Pompeius Occo y en la tabla central del Tríptico con la Virgen y el Niño de Stuttgart, (Staatsgalerie Stuttgart) obra de padre e hijo.